# Federazione calcistica dell'Ucraina
La Federazione calcistica dell'Ucraina in ucraino Українська асоціація футболу, in inglese Ukrainian Assotiation of Football, acronimo UAF (fino al 2019 conosciuta come Federazione calcistica dell'Ucraina (FFU)), è l'ente che governa il calcio in Ucraina.
Fondata nel 1991, ha sede nella capitale Kiev e controlla il campionato nazionale, la coppa nazionale e la Nazionale del paese.